# 高雄環狀輕軌
高雄捷運環狀輕軌，通稱高雄輕軌，原計畫名為高雄捷運臨港輕軌，是台灣高雄市一座營運中的輕軌運輸（路面電車）系統，也是臺灣最早開始營運的輕軌路線。屬於高雄捷運系統，為一環狀路線，全線位於高雄市區內，也是亞洲新灣區建設的一部分及聯外交通。該輕軌採取分階段通車，第一階段於2015年10月16日啟用，2024年1月1日全線通車。

## 沿革
高雄市政府捷運工程局於2001年起就開始研究興建輕軌的可能，並提出在交通部臺灣鐵路管理局高雄市區鐵路地下化計畫後，沿用高雄臨港線鐵路興建輕軌的計劃，路線計劃在鐵路地下化後的高雄車站地面設站，往東沿臨港線環繞至前鎮區，往西至鹽埕區，再往北至鼓山區，最後繞回高雄車站。後來為了爭取北高雄市議員的支持，2004年捨棄繞經高雄車站的北半圈，由鼓山起再往北延伸，途經高雄市立美術館一帶，沿大順路往東繞回與南半圈接合，另外、大順路上沿線為種有雨豆樹的綠色隧道，有13棵與車站牴觸，沿線其餘樹木全數保留。
原先高雄輕軌規劃由民間以BOT模式興建，但歷經三次流標而於2011年改回政府自辦。2011年底市政府決議採用與部分歐洲城市相同、為不妨礙市中心景觀而採用的無架空線供電系統。第一階段由前鎮機廠至哈瑪星環線南半圈的工程，由長鴻營造與西班牙CAF的團隊於2013年1月獲選，並於該年六月舉行動工儀式，總建造經費新臺幣195.37億元。第二階段環線北半圈的工程則由中國鋼鐵公司與法國阿爾斯通的團隊於2016年8月獲選。

### 路線通車時間表
| 年份   | 日期     | 通車區間                  | 階段     |
| ------ | -------- | ------------------------- | -------- |
| 2015年 | 10月16日 | 籬仔內站-凱旋中華站       | 第一階段 |
| 2016年 | 6月26日  | 凱旋中華站-高雄展覽館站   | 第一階段 |
| 2017年 | 6月30日  | 高雄展覽館站-駁二大義站   | 第一階段 |
| 2017年 | 9月26日  | 駁二大義站-哈瑪星站       | 第一階段 |
| 2021年 | 1月12日  | 凱旋公園站-籬仔內站       | 第二階段 |
| 2021年 | 1月12日  | 哈瑪星站-鼓山區公所站     | 第二階段 |
| 2021年 | 12月16日 | 鼓山區公所站-臺鐵美術館站 | 第二階段 |
| 2022年 | 10月5日  | 臺鐵美術館站-愛河之心站   | 第二階段 |
| 2024年 | 1月1日   | 愛河之心站-凱旋公園站     | 第二階段 |

## 路線與車站
路線自臺灣鐵路管理局前鎮車場附近起首設置輕軌機廠—前鎮機廠，沿凱旋三路、四路行進，於凱旋四路底轉北沿成功二路。從成功路轉新光路並延海邊路經過新光碼頭，再跨過愛河經真愛碼頭，然後延著西臨港線自行車道旁經過駁二藝術特區、漁人碼頭等，最後在原臺鐵高雄港車站處與橘線哈瑪星站轉乘；然後往北延著舊縱貫線，與臺鐵鼓山車站、美術館車站轉乘，並於兩站間設立駐車場—馬卡道駐車場，最後轉東走美術館路，經由農十六公園接回大順一路至三路行進，最後貫穿南凱旋公園接回凱旋路回到前鎮機廠北側；全長22.1公里。
第一階段自籬仔內站至哈瑪星站，長8.7公里，設14個候車站，於2013年6月4日動工。全線除愛河段採高架A型路權外，其餘採平面B型路權，軌道與車道隔離，電聯車擁有路口優先通過權。第二階段自壽山公園站至輕軌機廠站約13公里，部分路段需等鐵路地下化完工後開始進行施工，已於2017年3月動工，原預計2021年底完工通車，受限於美術館路及大順路段工程爭議路段而宣布停工。經過討論及改正後，於2024年1月1日全線通車。
前鎮之星站、旅運中心站、真愛碼頭站、哈瑪星站、鼓山站、臺鐵美術館站、內惟藝術中心站、美術館站、愛河之心站、新上國小站、大順民族站、灣仔內站、高雄高工站、樹德家商站定位為「特色站」；真愛碼頭站是全線唯一的高架車站。

| 編號                       | 名稱                            | 名稱                               | 里         | 與前站距 | 所在地 | 所在地 | 交會路線           |
| 編號                       | 中文                            | 英文                               | 里         | 與前站距 | 所在地 | 所在地 | 交會路線           |
| -------------------------- | ------------------------------- | ---------------------------------- | ---------- | -------- | ------ | ------ | ------------------ |
| C 環狀輕軌                 |                                 |                                    |            |          |        |        |                    |
| ↓ 接續輕軌機廠站環狀運轉 ↑ |                                 |                                    |            |          |        |        |                    |
| C1                         | 籬仔內                          |                                    | 0.0 21.997 | 0.457    | 高雄市 | 前鎮區 | 不適用             |
| C2                         | 凱旋瑞田                        |                                    | 0.740      | 0.740    | 高雄市 | 前鎮區 | 不適用             |
| C3                         | 前鎮之星                        |                                    | 1.378      | 0.638    | 高雄市 | 前鎮區 | 紅線：凱旋         |
| C4                         | 凱旋中華                        |                                    | 2.082      | 0.704    | 高雄市 | 前鎮區 | 不適用             |
| C5                         | 夢時代                          |                                    | 2.773      | 0.691    | 高雄市 | 前鎮區 | 不適用             |
| C6                         | 經貿園區                        |                                    | 3.396      | 0.623    | 高雄市 | 前鎮區 | 不適用             |
| C7                         | 軟體園區                        |                                    | 3.915      | 0.519    | 高雄市 | 前鎮區 | 不適用             |
| C8                         | 高雄展覽館                      |                                    | 4.551      | 0.636    | 高雄市 | 苓雅區 | 不適用             |
| C9                         | 旅運中心                        |                                    | 5.242      | 0.691    | 高雄市 | 苓雅區 | 黃線               |
| C10                        | 光榮碼頭                        |                                    | 5.969      | 0.727    | 高雄市 | 苓雅區 | 不適用             |
| C11                        | 真愛碼頭                        |                                    | 6.596      | 0.627    | 高雄市 | 鹽埕區 | 不適用             |
| C12                        | 駁二大義                        |                                    | 7.117      | 0.521    | 高雄市 | 鹽埕區 | 不適用             |
| C13                        | 駁二蓬萊                        |                                    | 7.604      | 0.487    | 高雄市 | 鹽埕區 | 不適用             |
| C14                        | 哈瑪星                          |                                    | 8.213      | 0.609    | 高雄市 | 鼓山區 | 橘線：哈瑪星       |
| C15                        | 壽山公園 （金馬賓館當代美術館） |                                    | 8.728      | 0.515    | 高雄市 | 鼓山區 | 不適用             |
| C16                        | 文武聖殿                        |                                    | 9.266      | 0.538    | 高雄市 | 鼓山區 | 不適用             |
| C17                        | 鼓山區公所                      |                                    | 10.022     | 0.756    | 高雄市 | 鼓山區 | 不適用             |
| C18                        | 鼓山                            |                                    | 10.580     | 0.558    | 高雄市 | 鼓山區 | 臺灣鐵路縱貫線南段 |
| C19                        | 馬卡道                          |                                    | 11.145     | 0.565    | 高雄市 | 鼓山區 | 不適用             |
| C20                        | 臺鐵美術館                      |                                    | 11.729     | 0.584    | 高雄市 | 鼓山區 | 臺灣鐵路縱貫線南段 |
| C21A                       | 內惟藝術中心                    |                                    | 12.124     | 0.395    | 高雄市 | 鼓山區 | 不適用             |
| C21                        | 美術館                          |                                    | 12.582     | 0.458    | 高雄市 | 鼓山區 | 不適用             |
| C22                        | 聯合醫院                        |                                    | 12.948     | 0.366    | 高雄市 | 鼓山區 | 不適用             |
| C23                        | 龍華國小                        |                                    | 13.380     | 0.432    | 高雄市 | 鼓山區 | 不適用             |
| C24                        | 愛河之心                        |                                    | 14.246     | 0.866    | 高雄市 | 鼓山區 | 紅線：凹子底       |
| C25                        | 新上國小                        |                                    | 14.826     | 0.58     | 高雄市 | 左營區 | 不適用             |
| C26                        | 大順民族                        |                                    | 15.516     | 0.69     | 高雄市 | 三民區 | 紫線               |
| C27                        | 灣仔內 （大順鼎山）             |                                    | 15.934     | 0.418    | 高雄市 | 三民區 | 不適用             |
| C28                        | 高雄高工                        |                                    | 16.610     | 0.676    | 高雄市 | 三民區 | 黃線               |
| C29                        | 樹德家商                        |                                    | 17.330     | 0.72     | 高雄市 | 三民區 | 不適用             |
| C30                        | 科工館                          |                                    | 18.133     | 0.803    | 高雄市 | 三民區 | 臺灣鐵路屏東線     |
| C31                        | 聖功醫院 （道明中學）           | (St. Dominic Catholic High School) | 18.613     | 0.48     | 高雄市 | 苓雅區 | 不適用             |
| C32                        | 凱旋公園                        |                                    | 19.094     | 0.481    | 高雄市 | 苓雅區 | 橘線：五塊厝       |
| C33                        | 衛生局                          |                                    | 19.604     | 0.51     | 高雄市 | 苓雅區 | 不適用             |
| C34                        | 五權國小                        |                                    | 20.074     | 0.47     | 高雄市 | 苓雅區 | 不適用             |
| C35                        | 凱旋武昌                        |                                    | 20.579     | 0.505    | 高雄市 | 苓雅區 | 不適用             |
| C36                        | 凱旋二聖                        |                                    | 21.078     | 0.499    | 高雄市 | 鳳山區 | 不適用             |
| C37                        | 輕軌機廠                        |                                    | 21.540     | 0.462    | 高雄市 | 前鎮區 | 不適用             |
| ↓ 接續籬仔內站環狀運轉 ↑   |                                 |                                    |            |          |        |        |                    |

## 車輛

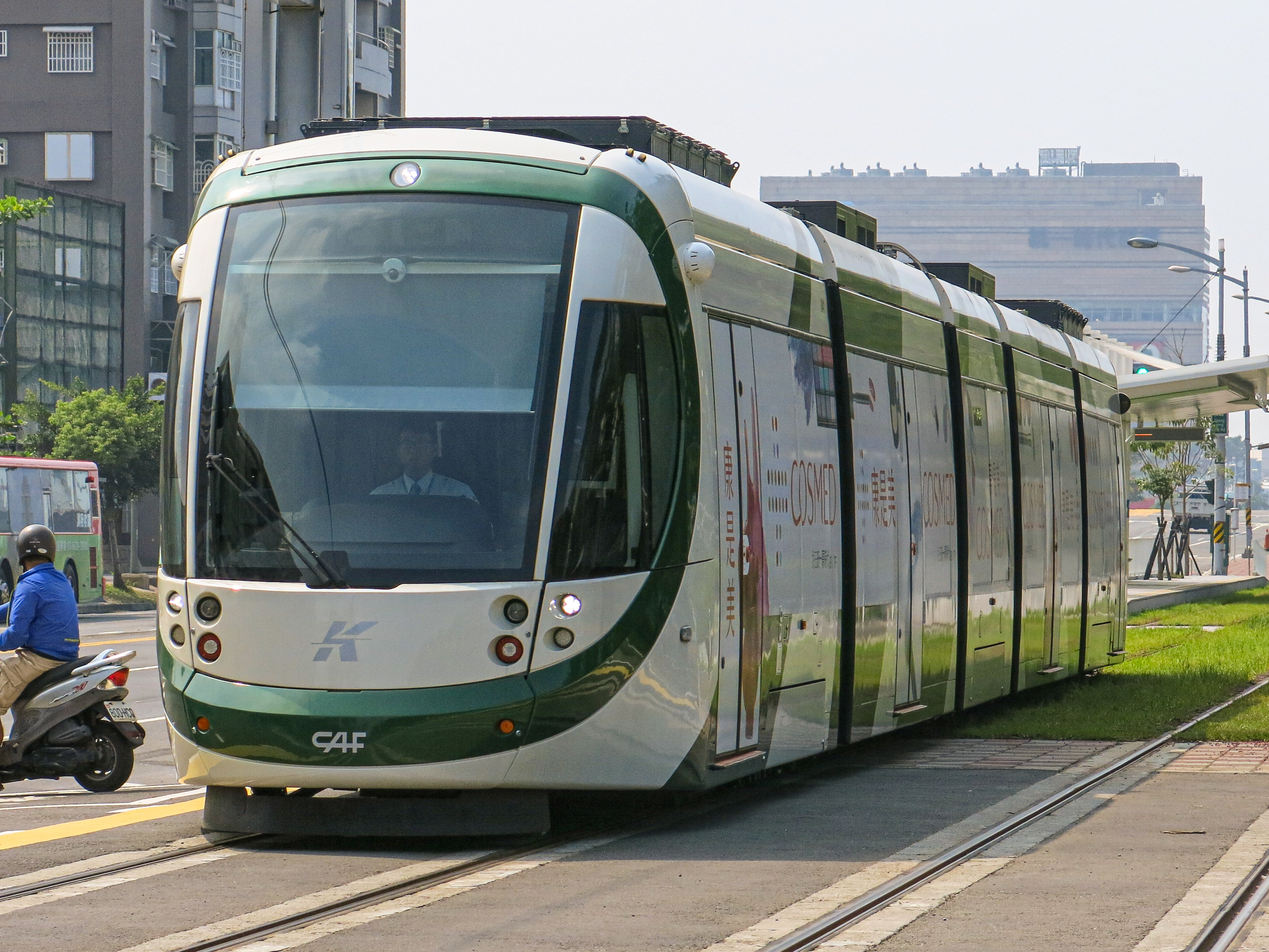
CAF Urbos 3列車

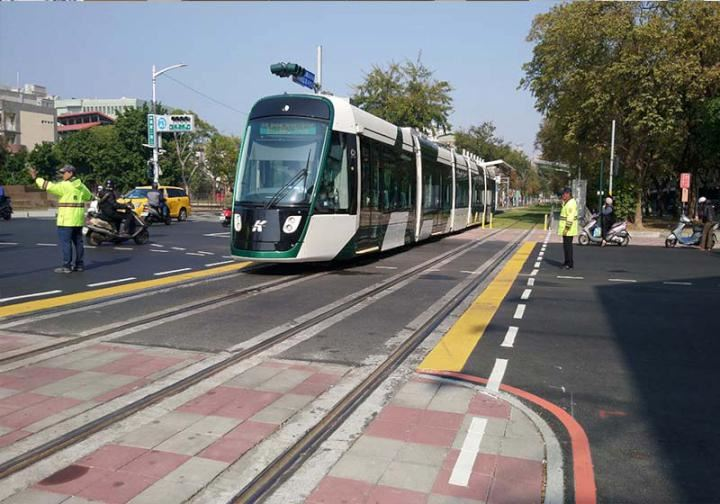
Citadis 305列車

高雄捷運輕軌列車為動力分散式電聯車，採超級電容供電方式推進，全線使用鋼輪鋼軌，駛於1,435公厘之標準軌。高雄捷運環狀輕軌為無高架電車線的輕軌系統，僅在車廠為調車方便設有架空電車線，營運時列車則在進站停靠的時候利用車站上方設置的鋼性架空線進行充電。第一階段共有9組列車，在第二階段全線完工後預計將共有24組列車。
第一階段的輕軌列車為西班牙CAF Urbos 3系列車輛，總造價新臺幣165.37億元。每組列車由5節模組化車廂組成，車廂間以鉸接件（articulation）連接在一起，只能在機廠由機具協助分開。車內為100%低底盤全寬無貫通門設計，座椅為「非」字型配置。首輛列車自2014年9月運抵臺灣。
由於第二階段統包由中國鋼鐵得標，後續15組列車轉向其合作廠商法國阿爾斯通採購，為Citadis 305系列列車，因此全線完工後出現「一條輕軌兩種車型」。高雄捷運採用的阿爾斯通Citadis 305型列車與第一階段車輛同樣採超級電容供電，一列車5個車廂，列車重量44公噸；車身外觀除延續一階的綠色，還多了點黑色，增添科技感，是臺灣繼台北捷運VAL256型電聯車之後再度購入由法國製造的列車。
輕軌二階首列車輛於2018年7月25日在法國出廠，並於2018年8月3日於比利時安特衛普港啟程運送，2018年9月5日運抵基隆港，利用夜間行駛高速公路運送至高雄輕軌機廠卸載，9月27日於C15 - C17車站間線上行車測試。輕軌二階第二輛列車歷經1個多月的海運，2018年12月13日凌晨4點抵達前鎮機廠，並進行車廂卸載作業，2019年6月11列列車皆已抵達高雄。2020年11月2日，高雄輕軌二階車輛開始於籬仔內(C1)站～哈瑪星(C14)站路段上線營運。2021年12月，後續增購之4列列車皆已送抵高雄，並在次年元旦假期加入疏運的行列。

### 增購輕軌列車
高雄市議員張博洋2024年4月2日在高雄市議會質詢時，提到高雄輕軌應該增購車輛、縮短班距，強化疏運品質。市長陳其邁答詢時表示，市府已經行文交通部，希望爭取經費增購14輛輕軌列車，如此班距可由10分鐘縮短至6分鐘。

## 歷史

### 規劃

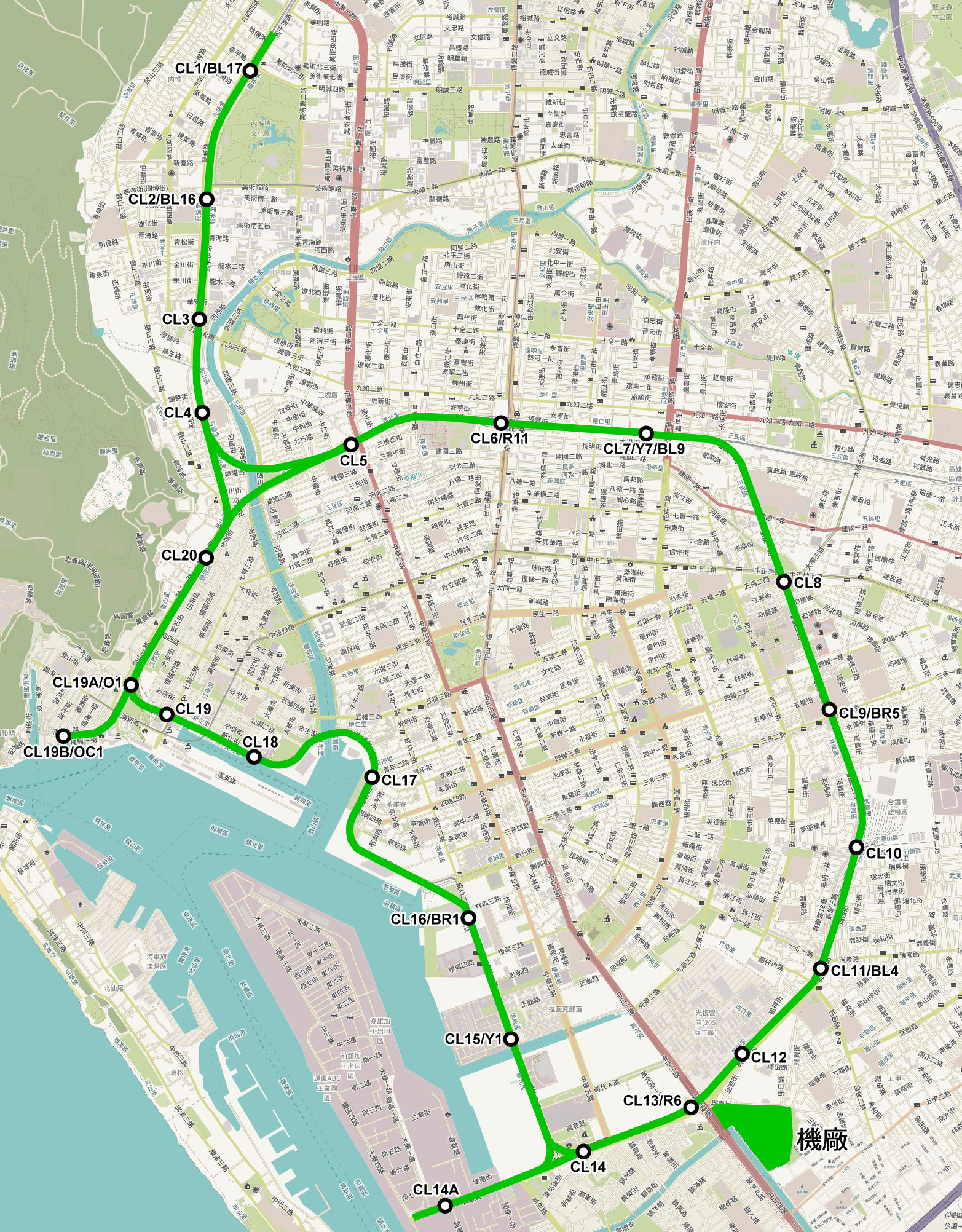
1998年開始規劃高雄輕軌路網時，環狀輕軌前身「輕軌環線」的建議路線
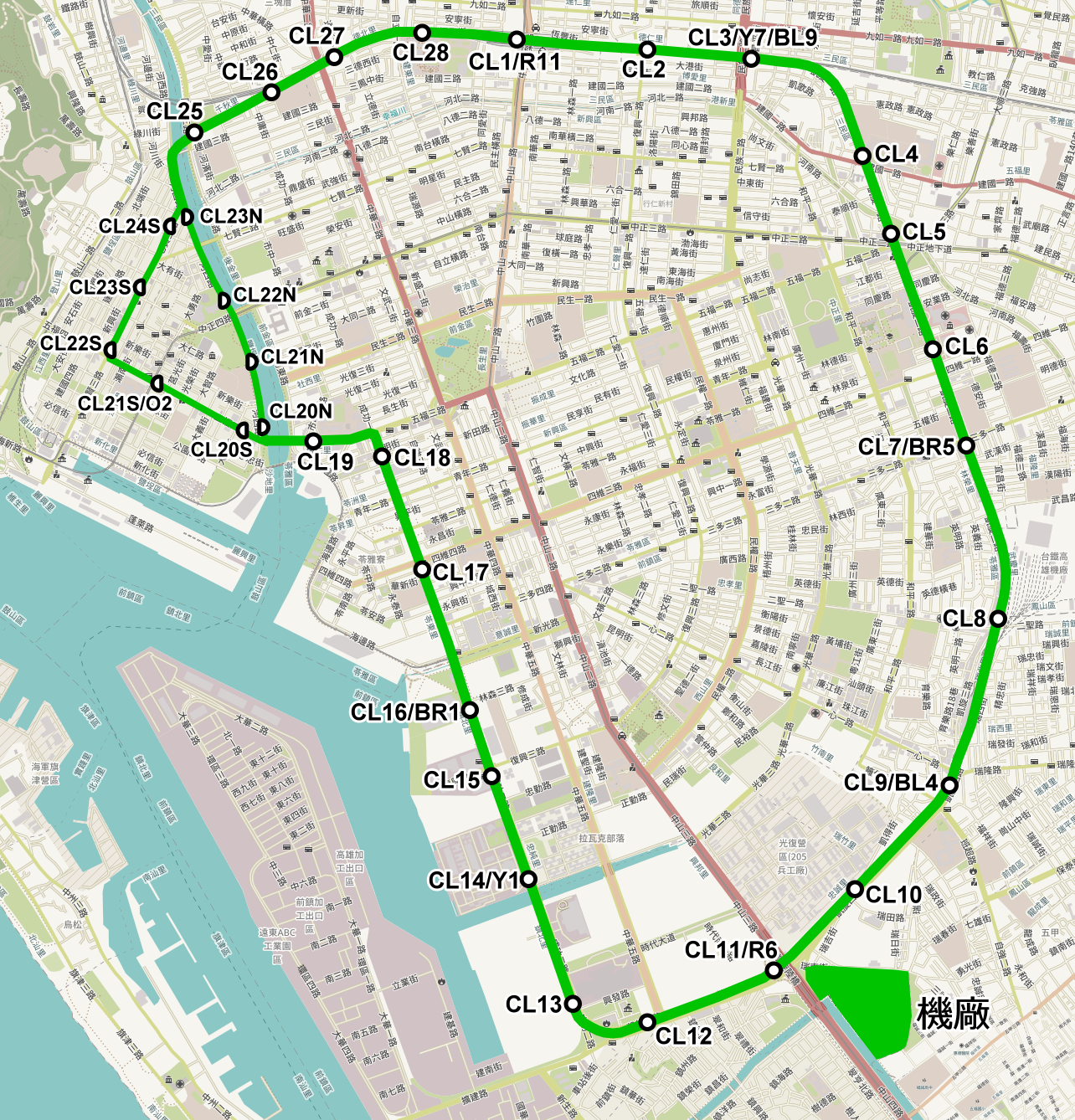
2001年，輕軌環線改名「臨港輕軌」並完成規劃報告送審行政院時的版本
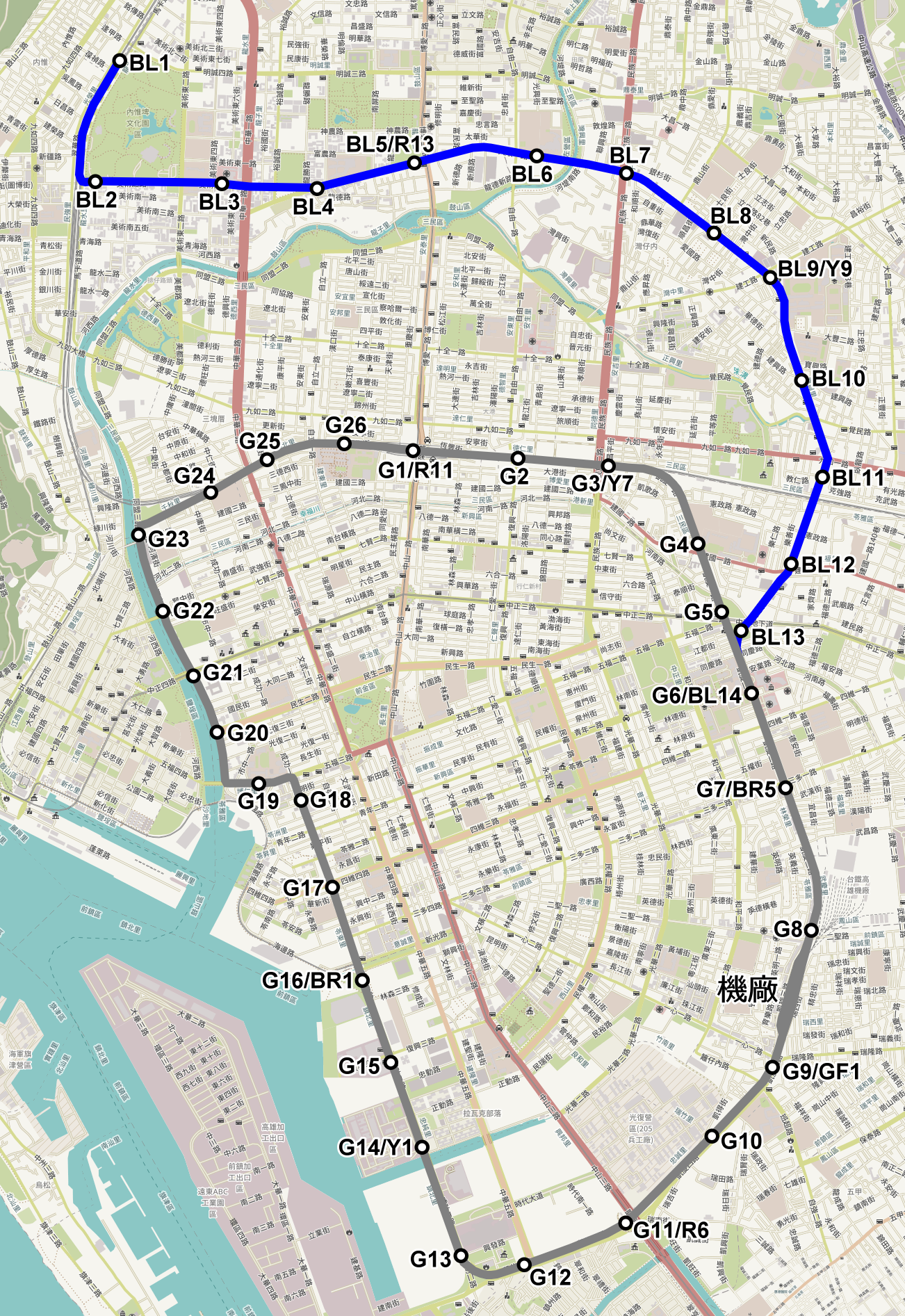
2005年，臨港輕軌與輕軌藍線合併成「環狀輕軌」前的路線
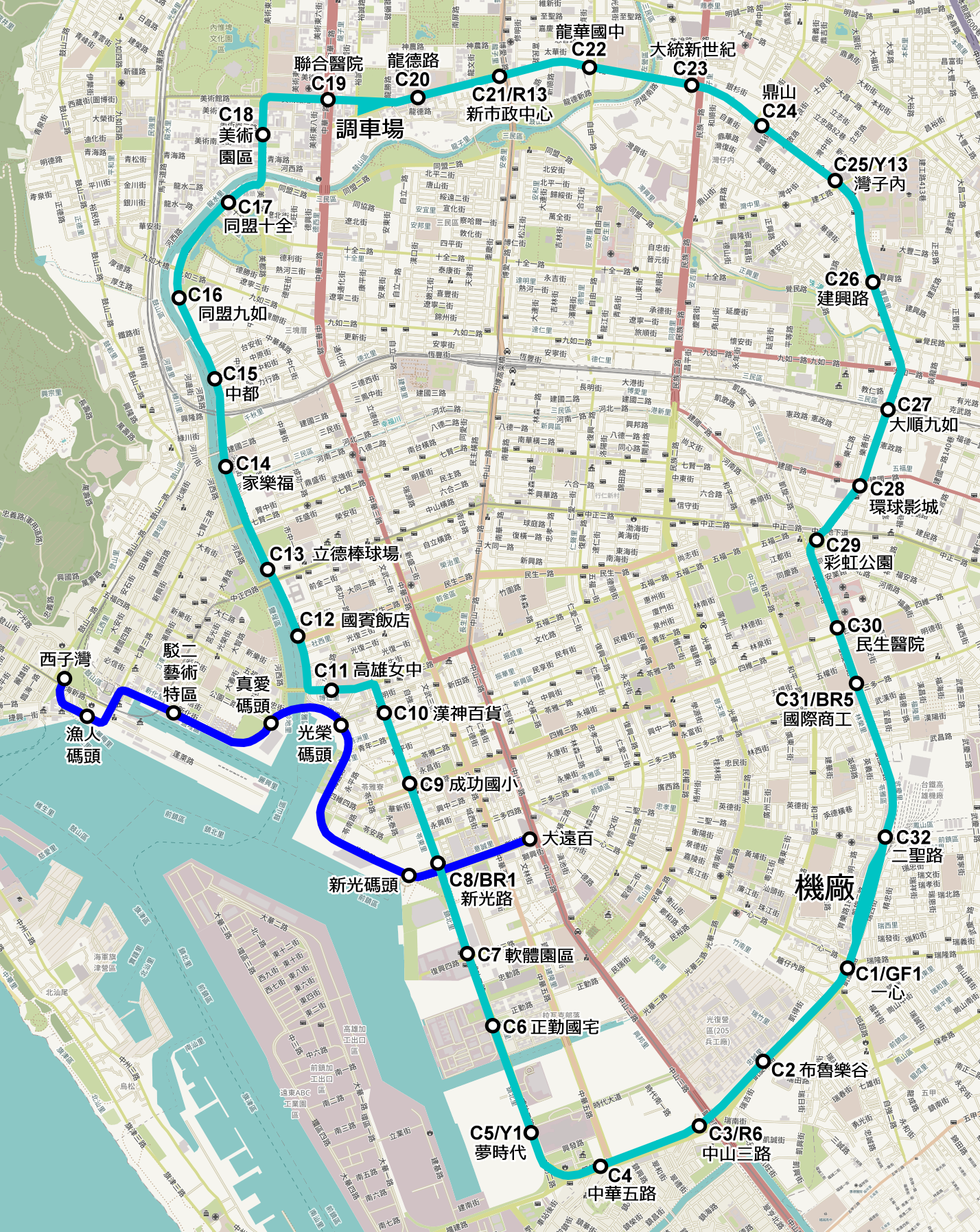
2010年，環狀輕軌與水岸輕軌合併成新環狀輕軌前的路線

#### 高運量規劃時期
1979年高雄市升格院轄市後，開始推動興建捷運規劃，高雄市政府委託交通部運輸計畫委員會進行規劃。1980年代初期運委會的規劃，其中的高運量U3線南段沿著凱旋路行駛，高運量U2線南段沿著建國路往南進鹽埕區，再沿著五福、成功路往南，兩者在市區外圍組成的環線已有環狀輕軌的輪廓。U2、U3線後來於1984年運委會完成報告時規劃為中運量綠、紫線；而1985年交大運研中心的規劃則維持高運量U2、U3線；1986年美國顧問團的規劃則去除了U2線，僅保留高運量U3線，但在市中心則另有環狀的中運量U5線。1989年11月，美國路易士伯格國際工程顧問公司完成《高雄都會區大眾運輸系統調查、分析、改善及捷運系統可行性研究規劃》，提出了4條高運量捷運路線（紅、橘、藍、棕），其中藍線從半屏山站（今世運站，當時規劃為地下車站）走左營大路接至九如四路，於內惟站（設於舊地名「內惟」、九如四路上的九如公園一帶，非現今規劃的台鐵內惟車站）與此時期規劃之棕線交會，再轉彎經過今日高雄市立美術館一帶，接續大順路並行經凹子底站、五塊厝站（當時規劃五塊厝站設在大順路、中正路口）等轉乘站，後沿著台鐵臨港線路廊進前鎮加工出口區，其中凱旋、大順路段大致為今環狀輕軌的雛型。1996年1月19日高雄鐵路地下化計畫獲行政院核定，當時的規劃東臨港線、第二臨港線將地下捷運化。然而該計畫於1999年11月完成整體計畫時，認為財政困難而修正為「高雄市區鐵路地下化計畫」，臨港線因而未地下化。

#### 輕軌規劃時期
高雄市政府捷運局於1998年12月委託顧問公司進行《高雄都會區大眾捷運系統長期路網運輸規劃》專案，該專案中開始以輕軌為主導，高雄除了紅橘線的延伸線外，不再有任何中高運量捷運計畫。在該專案中，首次提到將臨港線以及台鐵地下化後的路廊改建為輕軌，進而提出了「輕軌環線」的計畫。而原藍線與輕軌環線因部分路線重複，因此降為輕軌後的藍線，改走大順、民族、光華路，避開凱旋路，於一心路轉進籬子內、高雄市鳳山區五甲地區，銜接綠線。此外，2003年8月3日起，麥當勞公司向台鐵承租臨港線行駛嘟嘟火車做為觀光用途，亦為環狀行駛，可謂環狀輕軌的前導。

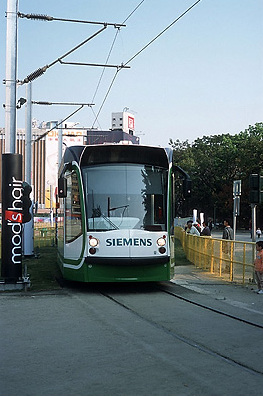
2004年高雄市中央公園展出的西門子Combino輕軌電車

在《高雄都會區大眾捷運系統長期路網運輸規劃》專案進行的同時，2000年市政府另案進行《臨港線發展為輕軌捷運之規劃報告》專案，該專案將路線改稱為「臨港輕軌」，路線較為不同，並不使用三塊厝到左營這段的地下化路廊，也不使用西臨港線，而改走成功、五福、七賢、河西路，並在鹽埕區分為兩線單向行駛。機廠與黃線、藍線規畫共同使用，設於瑞南街、凱興街 、前鎮河間的土地（今為75期重劃區）。該專案於2001年3月完成並送審中央，於2003年11月25日被列為行政院新十大建設的北中南捷運項目，綜合規劃於2004年1月14日獲行政院核定。2004年高雄市政府於中央公園興建一段短距離的輕軌，以西門子Combino電車展示高雄輕軌發展意象，該電車最後轉由澳洲墨爾本使用（D-class Melbourne tram）。綜合規劃核定後，考量到財政以及進入鹽埕區的路線受到民眾反彈，因此改為走前金區的河東路，機廠改至台鐵的前鎮車場。修訂後的路線，於2005年4月26日獲行政院核定，並預計採BOT模式興建營運。2006年3月1日嘟嘟火車因營運不佳而停駛，鐵路隨後也改建為自行車道。
為服務北高雄市民，市府於2005年7月26日公佈將臨港輕軌和輕軌藍線合併的「環狀輕軌」，北半環改經美術館及大順路。大改線後重新進行綜合規劃，《高雄都會區輕軌運輸系統高雄環狀輕軌捷運建設綜合規劃》於2008年3月20日獲行政院核定。因BOT招商不順，於2009年先推行環狀輕軌先導公車，以培養運量。同時期為了服務亞洲新灣區，2009年12月捷運局委託顧問公司進行《高雄都會區大眾捷運系統路網黃線、棕線及水岸輕軌規劃作業》專案，其中新增的「水岸輕軌」，路線由三多商圈站沿著新光路至新光碼頭，並沿著西臨港線行至原台鐵高雄港車站的鐵道文化園區。2011年11月30日環狀輕軌與水岸輕軌兩者路線合併送審行政院，2012年11月26日獲核定，並取消BOT改為政府自辦。新環狀輕軌施工分成二個階段：第一階段興建主要使用原臨港線路段的籬仔內站－哈瑪星站水岸段，剩餘路段為第二階段，因需要使用部分原台鐵縱貫線地面路段路權，要在台鐵地下化完工後才能全面施工。

### 興建

#### 南半環臨港輕軌通車營運（第一階段）
經過3次流標，市政府捨棄BOT模式，於2011年改回政府自辦。第一階段於2013年6月4日動工，初期採購西班牙CAF公司Urbos 3輕軌電聯車9組，2014年9月11日起陸續交車。2014年11月9日起為期1週，輕軌電聯車於完成土建的凱旋瑞田站進行首次靜態測試，下午開放大眾參觀。之後也進行多次動態測試。2014年10月至2015年3月進行第一階段車站命名活動，決定啟用後站名。
第一階段分4次通車，籬仔內站（C1站）至凱旋中華站（C4站）自2015年10月16日開始試營運，並於2016年6月26日延長試營運路段至高雄展覽館站(C8站)，預計2017年9月第一階段全線正式營運。2015年10月因長鴻營造發生財務問題，使得工程陸續停擺，2016年6月捷運局分為三標重新發包，以逐站推進方法完成第一階段輕軌南半環。2017年6月30日高雄展覽館站至駁二大義站(C12站)通車，全日班距調整為15分。8月15日全臺大停電，輕軌雖供電正常，但因高雄市區許多路口紅綠燈號誌異常，為安全起見，高雄捷運公司晚間6點38分宣布輕軌列車全面停駛，晚間8點宣布輕軌列車提早收班至當日營運時間結束。第一階段駁二大義站(C12站)至哈瑪星站(C14站)最後路段於9月26日通車，並於11月1日開始收費，採計次收費，使用電子票證者每次10元，紙票(單程票)票價一律30元。
高雄市政府於2017年12月1日至2018年2月28日間啟動「冬季空品不良大眾交通免費措施」，憑電子票證可免費不分時段搭乘市區公車、公路客運、輕軌，以及平日上下班尖峰時段（6:30－8:30及16:30－18:30）搭乘捷運。
真愛碼頭站旁原高雄臨港線苓雅寮舊鐵橋於2017年12月3日以人行步道形式重新開放。鐵橋橋面兩側採用木板鋪設，中間設計強化玻璃，可透視原有軌道，舊鐵橋東側為人行引道階梯，西側接車站。
第二階段北半環於2016年8月10日由中國鋼鐵與法國阿爾斯通的團隊得標，並於9月9日簽約。動土儀式於隔年2017年2月9日舉行，3月開始進場施工。
高雄捷運公司與悠遊卡公司經交通部的協調，於2018年2月13日就費用分擔達成協議，開放悠遊卡搭乘輕軌。隔天14日愛金卡也開放搭乘輕軌。在春節人潮及絕多數電子票證開放的幫助下，高雄輕軌於2月17日大年初二運量破三萬人次，九輛列車全數上線營運，使班距得以縮短至十分鐘一班，以熱門的轉乘站前鎮之星、哈瑪星等站人潮最多，部分旅客擠不上車，被迫再等待下班列車。

#### 輕軌二階大南環路段（C15~C17及C32~C37）
高雄市交通局於2020年11月16日表示輕軌二階非爭議路段幾近完工，目前正進行試車中。非爭議路段將於12月進行初勘。初勘通過後，預計3、4周內向交通部提報履勘，完成履勘後就能準備通車，預計2021年農曆年前可望通車營運。
環狀輕軌C15至C17及C32至C37等9站於2020年12月1日完成初勘，並於12月19日完成交通部履勘。12月30日交通部核發營運許可函，高雄市政府捷運工程局表示，將儘速規劃辦理通車事宜，通車時間定於2021年元月中旬。1月12日下午，環狀輕軌大南環段自C32站經C1至C17站（除原有C1~C14站外，新增壽山公園站(C15站)至鼓山區公所站(C17站)及凱旋公園站(C32站)至輕軌機廠站(C37站)等9站）通車，並宣布即日起至2月28日全線免費搭乘。
後續環狀輕軌大南環通車後，路線行經更多交通重要幹道，曾有不少民眾反映三多、凱旋路塞車、回堵情形變本加厲；交通局檢討號誌變換，表示經過路口號誌微調，確保沿線東西向橫交道路通行秒數等措施後，行車速率已較通車初期提升15%。

#### 輕軌二階（C17~C20）
2021年9月17日已完成系統整合測試，狀況良好，包括供電、通訊、號誌、自動收費與車輛等系統皆通過測試、順利運轉，依照交通部「大眾捷運系統履勘作業要點」，初勘前應完成系統穩定性測試，9月22日捷運局表示，完成7天測試後，將遞交文件辦理初勘、履勘，預計2個半月能完成相關作業，就能提供載客服務。
2021年11月19日高雄環狀輕軌第二階段（C17鼓山區公所站至C20臺鐵美術館站），今天由交通部南下進行履勘，經過一整天的文件檢視、現場設備檢視，並針對C18鼓山站路段發生車輛故障無法自行移動進行模擬演練。模擬演練情境，特別模擬兩種車輛發生故障，確認救援模式是否已妥善整合兩種車輛，測試結果確認都沒問題，只要高雄市政府完成5項營運前應改善事項，經履勘小組、交通部同意後就可通車。高雄市副市長林欽榮開心宣布，高雄輕軌今年底將正式邁入高美館特區。
高市捷運局於11月22日完成營運前須改善事項，並提報交通部申請營運許可，交通部12月3日函發營運許可，高雄市捷運局表示，將儘速規劃辦理通車事宜，預計2021年12月中旬舉辦通車儀式。
2021年12月16日高雄環狀輕軌第二階段鼓山區公所站(C17站)至臺鐵美術館站(C20站)17點正式通車，通車後營運路線將達14.7公里，服務範圍由現行23站增為26站，並宣布即日起至2022年1月2日全線免費搭乘。

#### 北半環美術館大順路路線爭議
原定於2018年3月中旬進場施工的環狀輕軌美術館段與大順路段，由於當地居民強烈反彈，導致市府宣布停工一周，但經過多次協商仍然沒有共識。對有關輕軌行經美術館路及大順路段，建議採用C型路權之議題，捷運公司於5月7日作以下說明：依據大眾捷運法第3條第3項規定，「大眾捷運系統為非完全獨立專用路權者，其共用車道路線長度，以不超過全部路線長度四分之一為限。」有關高雄環狀輕軌捷運建設計畫，若將輕軌路線行經美術館路及大順路改為C型路權，其共用車道路線長度已超過全部路線長度四分之一，是以本局環狀輕軌捷運建設計畫係以B型路權之型式提報交通部，並經行政院核准在案。高雄環狀輕軌捷運列車之電力供應是採用超級電容之無架空線系統，在採用C型路權的情況下，若輕軌電車的充電區被一般車輛占據，亦或塞車時輕軌車輛無法充電，易有電能耗盡風險，無法交通運輸反而造成壅塞的問題。軌道區內有號誌設備與感應線圈LOOP、定位感知器TAG、計軸器外箱無法承受車輛碾壓。因此，輕軌部分路段是否適宜採用C型路權，除需符合大眾捷運法第3條之規定外，尚需先就系統技術層面評估。由於住戶反彈，高雄輕軌二階美術館段於決定暫停施工，探討路線北移的技術可行性；議員則憂心，輕軌大順路段恐發生同樣問題，要求捷運局多溝通。
同年6月高雄市大順路部分商家與民眾建議輕軌改地下化，高雄市捷運局評估地下化經費將增數倍、時間必延宕數年、兩百多棵雨豆樹也將被迫遷移，整體考量後決定仍採平面興建。捷運局說明，地下化每公里造價約50億到60億元，即使高架化每公里也要20億至25億元，平面每公里約8億到15億元；大順路有6.2公里，地下化造價初步估計需310億至403億元間，是平面的4倍多，且依規定增加費用由市府負擔。若採地下化，通風井、緊急逃生、出入口、電梯、電扶梯等需設置人行道，現有美術館路及大順路人行道空間不足，212棵雨豆樹也需全部遷移。成本倍增加上環境不利地下化，整個重新設計期程需再多4年到5年；綜合各種條件，輕軌大順路段仍將採平面。
由於高雄輕軌第二階段行經人口稠密的美術館路、大順路等路段，引發沿線居民反彈，擔憂輕軌占據路幅，影響出入、造成塞車。高市府從善如流，在召開112場說明會後，於7月11日宣布將變更5處設計，並新增1個車站美術館西站(C21A)（而後定名為內惟藝術中心站），盼市民安心，並強調輕軌建設不變。
同年12月25日就職的高雄市市長韓國瑜於就職前一日，於媒體專訪時宣布高雄輕軌二階工程停工重新檢討，而當時剛上任之市府捷運工程局長范揚材表示，輕軌二階工程的美術館與大順路段，先前即因當地民眾有疑慮更改路線，重送環境影響評估差異報告書到行政院環境保護署，時任市長韓國瑜認為原規劃的二階工程未具改善交通效益，該局將開會評估改為高架、地下化等其他替代方式的可能性。經過一年專家評估後，於2019年12月4日宣布朝原線續建的方向邁進，並且推動「人本造街」來取得沿線居民的共識，整個計畫期程盼2022年完成。捷運工程局於2020年7月27日公告，C30和C31兩站將由一座島式月台改為兩座中央側式月台設在路口南北側，以減少輕軌路權的使用面積。而輕軌車道也將採用硬舖面，提供給緊急車輛通行及救災使用。
2020年10月18日，有部分媒體外傳高雄輕軌第二階段爭議路段評估展延到2024年，不過在當天晚上高雄市捷運局長吳義隆出面澄清，市長陳其邁上任後積極處置，目前並沒有展延的規劃。隔日上午，市長陳其邁受訪時表示，捷運局並沒有所謂展延到2024年的規劃，因此高雄輕軌二階不會延期，目前捷運局做任何的準備就是為了輕軌復工，包括路線原線續建、路行調整，所以有一些路口、路型有不同的方案，譬如說路口車站的設計，停車位的部分，希望能夠全部解決，整條道路的路型更優化方案出爐後，就會立即動工。同年11月10日輕軌二階爭議路段C21A到C31站於宣布復工，且公布輕軌二階爭議路段原路線優化調整措施，但因須完成環境影響差異分析報告，故未有實質開工跡象。
- C21A和C21兩站北移至美術館園區內，加大轉彎半徑，維持既有美術館路車道數。
- 美術館中華一路至裕誠路(C22～C23)(143m)採單線雙向運行，維持既有雙向4車道。
- 龍華國小(C23)站西移至大順一路與美術館路間之公園裡。
- 沿大順路之車站(C24～C31)由一座島式月台改為兩座中央側式月台設在路口兩側，以減少輕軌路權的使用面積。

行政院環境保護署於2021年4月7日美術館路段環境差異分析報告通過。4月22日核定高雄環狀輕軌環差報告。5月2日進場圍設大順一路段施工圍籬，施做下水道改建及路型改善等工程。

#### 輕軌二階（C20~C24）
臺鐵美術館站(C20站)到愛河之心站(C24站)，原預計於2022年12月底完工，因配合10月7日至23日台灣設計展舉辦，將提早到今年10月完工通車。捷運局表示，2022年7月中下旬列車將上線測試；8月底完成輕軌車站裝修、機電測試；8月30日完成初勘，9月25日完成履勘；10月5日正式通車到愛河之心站，通車後營運路線將達17.1公里，服務範圍由現行26站增為31站。並宣布即日起至2022年12月18日，C21A內惟藝術中心至C24愛河之心路段享電子票證搭乘免費。

#### 輕軌二階（C24~C32）
此路段於2023年底完工，分別為博愛路至民族路段於2022年12月6日，民族路至九如路段於2022年12月12日，九如路至中正路段於2023年1月3日分三階段施工，完工後與C32凱旋公園站銜接成圓，行駛路線分為順行（1號線）與逆行（2號線）兩種。2023年1月11日大順路段車站牴觸雨豆樹作業啟動，以鼎山街口一棵雨豆樹為移植示範株，沿線206棵共計有9棵牴觸，將於夜間進行移植及運輸作業，移植地點為高美館園區。3月17日捷運局表示，工程啟動後發現有部分雨豆樹木樹型較歪，且影響安全，目前共計13棵雨豆樹需移植。12月09日完成初勘，12月23日完成履勘。於2024年元旦下午舉辦通車典禮，環狀輕軌自此全線通車正式成圓，營運路線將達22.1公里，服務範圍由現行31站增為38站，並宣布即日起至2024年2月25日全線免費搭乘。

### 其他紀事
2019年12月1日：高雄環狀輕軌自2015年10月C1至C4站正式開放民眾免費試乘起，累計旅運已於12月1日下午5點59分，於輕軌C3前鎮之星站達成1000萬人次的歷史里程碑。
2021年4月10日：為降低輕軌路口肇事率，高市交通局預計未來2年在輕軌二階沿線50處路口設置智慧路口防碰撞警示系統，與駕駛艙連動，能提前警示駕駛避險。。
2021年5月4日：高雄輕軌目前，因時速慢、班距長，平均15分鐘一班，被指不符通勤需求，預計2021年暑假班距縮短為7.5分鐘，2021年底調為5分鐘一班，能夠提升通行效能。
2021年6月疫情最嚴重時，高雄捷運加輕軌平均每天僅有2萬4970人搭乘，當月營收僅1944萬元，僅有疫情前的20%。

2021年8月31日：早上8點40分，發生首次出軌事件。原因為C36凱旋二聖站上行列車進站前，草皮捲入車底，司機緊急煞車後列車出軌，無人傷亡。但意外曝光列車上只有兩名乘客。
2021年9月1日：高雄輕軌將於今日起加密班距，首班車提早為6點30分發車，尖峰時段平日( 06：30 ~ 08：30、16：30 ~ 18：30 )、假日( 13:00 ~ 18:00 )，班距將縮短為十分鐘，離峰時段則維持15分鐘。
2023年3月31日：早上6點30分於C21A內惟藝術中心站至C21美術館站間下行軌旁，發現軌旁電力設備有異常，高雄捷運公司立即採區域性斷電進行檢修中，事故影響區間C18鼓山站至C24愛河之心站改採公車接駁，其餘C32到C18路段仍正常營運（尖峰10分鐘班距，離峰階段會改為15分鐘班距），並於上午11點10分電力設備一切穩定後全線恢復通車，先前不穩定的原因，將待夜間列車停駛後才能進一步查修。
2023年4月27日：高雄市區399通勤月票，交通局宣布在2023年4月27日上架MeNGo APP，屆時原MeNGo會員不用換卡可直接購買方案，新會員則自4月18日起先開放在MeNGo APP註冊並綁定。每天僅需花費13元，適用範圍包括捷運、公車、輕軌、渡輪、YouBike前30分鐘無限次使用等，399月票維持提供QR碼與實體卡供民眾選擇。
2023年7月1日：南高屏999TPASS通勤月票，2023年7月1日推出，適用南高屏三縣市內捷運、臺鐵、市區客運（公車式小黃）、公路客運、公共自行車（前30分鐘免費）及渡輪（鼓山-旗津、前鎮-中洲）。
2023年9月：目前營運中的高雄輕軌採單一費率，持電子票證只需十元，也可在月台購票三十元，不論搭乘距離遠近，都是單一的優惠費率。根據捷運局送交高市議會的業務報告，上述優惠票價將持續至輕軌全線通車營運日前一天結束，即成輕軌全線通車營運日起，十元搭到飽的優惠將取消，將改里程計費。
2023年10月：高市捷運局表示，輕軌全線通車後初期試營運階段，仍會維持現階段營運狀況，包括每天第一班車與末班車時間，尖峰與離峰班距等。輕軌全線通車後將同步啟動列車提速計畫，目標將由現行每小時十五到十六公里，提高到十八公里，估算尖峰車距可縮短到七．五分鐘，提速後所需車輛估算為20組列車，目前列車數足夠。
2024年1月1日：開始試營運，試營運期間全線免費搭乘至同年2月25日，並於同年2月26日正式收費。高雄輕軌全線通車後票價改為依里程計費，輕軌基本票價為20元，里程方面每多2公里收費5元，超過9公里以最高運價35元收費。使用電子票證搭乘輕軌，由先前「單次計費」的上車刷卡方式，改為「里程計費」上下車都要在月台刷卡。
2024年1月1日：高雄輕軌營運模式調整如下，營運時段6點30分 ~ 22點，尖峰時段平日(  06：30 ~ 08：30、16：30 ~ 18：30 )、假日( 14:00 ~ 18:00 )，尖峰時段十分鐘，離峰時段15分鐘。
2024年4月15日：今日至6月14日試辦C1籬仔內站至C14哈瑪星站「深夜加班區間車」為期2個月，試行範圍為C1籬仔內站至C14哈瑪星站。23點38分由C1順行月台發車，凌晨0點9分抵達C14順行月台；隨後0點15分由C1逆行月台發車，0點46分抵達C1後收車返廠。
2025年7月12日：營運模式調整如下，營運時段6點30分 ~ 22點30分，尖峰時段平日(  06：30 ~ 08：30、16：30 ~ 18：30 )、假日( 14:00 ~ 18:00 )，尖峰時段十分鐘，離峰時段15分鐘。

## 營運與票證

### 營運時間
自2025年7月12日起，高雄輕軌營運模式調整如下： 
- 營運時段：上午06：30 ~ 下午22：30
- 班距
  - 尖峰時段：10分鐘，平日( 06：30 ~ 08：30、16：30 ~ 18：30 )、假日( 14:00 ~ 18:00 )。
  - 離峰時段：15分鐘。
- 順行：於C1籬仔內站順行月台發車，各站皆停，依序行經重要車站如C3前鎮之心站、C5夢時代站、C12駁二大義站、C14哈瑪星站、C21美術館站、C24愛河之心站、C32凱旋公園站等站，最後返回C1籬仔內站。
- 逆行：於C1籬仔內站逆行月台發車，各站皆停，依序行經C32凱旋公園站、C24愛河之心站、C21美術館站、C14哈瑪星站、C12駁二大義站、C5夢時代站、C3前鎮之心站等站，最後返回C1籬仔內站。
- 營運期間列車進站後，旅客上下車須自行按壓開門鈕。

### 票證

#### 全線通車前（2017年11月1日-2023年12月31日）
環狀輕軌於2017年11月1日正式收費。與高雄捷運紅線及橘線依距離收費方式不同，採計次收費。
使用現金搭乘者請於月台售票機購買紙票（單程票）票價為新台幣$30，售出後除營運中斷外概不退費，敬老、博愛等身分及博愛陪伴者購買紙票（單程票）之乘客，得於購票當日內至各高雄捷運各車站服務台辦理退費15元。
電子票證如一卡通、悠遊卡、一卡通MONEY等收費為新台幣$10。車站及車廂內均有讀卡機，使用電子票證時每次搭乘只需在其中之一感應收費即可，最遲需於上車後立刻完成刷卡，以免受罰；搭車一趟刷卡一次，下車請勿再刷卡。10人以上團體可至高雄捷運各車站購買團體票每人10元。

#### 全線通車後（2024年1月1日-）
全線於2024年1月1日開始試營運，並於同年2月26日正式收費。
收費方式與以往不同，改與高雄捷運紅線、橘線相同，採距離收費，且上下車都需在月台感應收費。搭乘超過2小時者，加收20元逾時費用。 
| 輕軌里程      | 票價 |
| ------------- | ---- |
| 5公里(含)以下 | 20元 |
| 5~7公里       | 25元 |
| 7~9公里       | 30元 |
| 9公里(含)以上 | 35元 |

- 註1：高捷公司提醒各位旅客，目前一卡通、LINE Pay Money、悠遊卡[參⁠ 96][參⁠ 97]、愛金卡(ICASH)均可使用於高雄輕軌。乘車前請先確認票卡內餘額充足，輕軌候車站無提供加值服務[參⁠ 98][參⁠ 99]。
- 註2：旅客使用電子票證(一卡通(iPASS)、悠遊卡(EASYCARD) ·愛金卡(icash))及QR Code乘車碼搭乘輕軌,進出站都要刷卡[參⁠ 100]。
- 註3：自2020年2月24日起，具有博愛(含陪伴者1名)、敬老(65歲以上長者)身分者，持社福卡或身分證明文件，可免費搭乘高雄輕軌[參⁠ 101]。
- 註4：高捷公司提醒各位乘客，有綁一卡通或是悠遊卡的信用卡持卡人，目前車上刷卡機沒有網路，若餘額不足，是無法自動儲值。(只有月台上刷卡機有網路)
- 註5：使用現金搭乘時可在每站的自動售票機購買票證，以備查票員檢查。高雄輕軌稽查員配戴服務識別證及身著黑色稽查背心及帽子，乘客如遇到稽查員查驗票時請主動配合稽查。
- 註6：無票乘車除補繳車資外，另依法處罰原票價50倍之違約金；拒絕配合查票者，依法處新台幣1500元以上，7500元以下之罰鍰。
- 註7：2023年4月起，TPASS行政院通勤月票高雄市區通勤月票，2023年7月起，南高屏生活圈城際通勤月票發行；30天內不限次數搭乘高雄輕軌[參⁠ 102] 。
- 註8：2024年11月1日起，電子票證終止85折優惠，恢復其單程票價格[參⁠ 103] 。

## 利用狀況暨搭乘運量
現階段環狀輕軌每日發車150班，累計至114年2月底運量總計約為4,384萬人次。

### 日平均搭乘人次
| [ 參⁠ 105 ] [ 參⁠ 106 ] | 一月     | 二月     | 三月     | 四月     | 五月     | 六月     | 七月     | 八月     | 九月    | 十月     | 十一月  | 十二月   | 全年    |        |
| --- | -------- | -------- | -------- | -------- | -------- | -------- | -------- | -------- | ------- | -------- | ------- | -------- | ------- | ------ |
| 2017年 | 不適用   | 不適用   | 不適用   | 不適用   | 不適用   | 不適用   | 不適用   | 不適用   | 不適用  | 不適用   | 6,453   | 11,398   | 8,926   | 總計   |
| 11月1日，正式開始收費，正式運量統計從此日開始。 12月1日，實施為期3個月的捷運尖峰時段免費、輕軌全線免費政策，至2018年2月28日結束。                |          |          |          |          |          |          |          |          |         |          |         |          |         |        |
| 2018年 | 8,883    | 14,779   | 6,767    | 9,455    | 6,656    | 7,112    | 10,432   | 9,551    | 7,294   | 7,401    | 8,675   | 14,070   | 9,256   | 總計   |
| 成長率 | 不適用   | 不適用   | 不適用   | 不適用   | 不適用   | 不適用   | 不適用   | 不適用   | 不適用  | 不適用   | +34.43% | +23.44%  | +3.70%  | 成長率 |
| 2019年 | 10,006   | 15,413   | 8,902    | 8,824    | 7,611    | 8,244    | 9,643    | 8,502    | 7,168   | 8,332    | 7,933   | 9,850    | 9,969   | 總計   |
| 成長率 | +12.64%  | +4.29%   | +31.55%  | -3.67%   | +14.35%  | +15.92%  | -7.56%   | -10.98%  | -1.73%  | +11.17%  | -8.55%  | -29.99%  | +7.70%  | 成長率 |
| 2020年 | 10,395   | 5,508    | 2,879    | 2,281    | 3,097    | 5,656    | 8,076    | 8,497    | 5,793   | 8,055    | 6,908   | 8,524    | 6,306   | 總計   |
| 成長率 | +3.89%   | -64.26%  | -67.66%  | -74.15%  | -59.31%  | -31.39%  | -16.25%  | -0.06%   | -19.18% | -3.32%   | -12.92% | -13.46%  | -36.74% | 成長率 |
| 1月，全球發生嚴重特殊傳染性肺炎疫情。 |          |          |          |          |          |          |          |          |         |          |         |          |         |        |
| 2021年 | 12,870   | 21,198   | 8,514    | 9,477    | 4,291    | 990      | 2,097    | 4,580    | 6,246   | 10,558   | 9,766   | 17,283   | 8,989   | 總計   |
| 成長率 | +23.81%  | +284.86% | +195.73% | +315.48% | +38.55%  | -82.50%  | -74.03%  | -46.10%  | +7.82%  | +31.07%  | +41.37% | +102.76% | +42.55% | 成長率 |
| 1月12日，C32凱旋公園至C1籬仔內與C14哈瑪星至C17鼓山區公所區段通車。5月19日至7月26日，全國疫情升至三級警戒。12月16日，C18鼓山至C20台鐵美術館通車。 |          |          |          |          |          |          |          |          |         |          |         |          |         |        |
| 2022年 | 10,541   | 19,996   | 9,677    | 8,165    | 5,445    | 6,186    | 12,271   | 18,729   | 12,373  | 21,922   | 18,011  | 21,657   | 13,724  | 總計   |
| 成長率 | -18.10%  | -5.67%   | +13.66%  | -13.84%  | +26.88%  | +524.75% | +485.17% | +308.93% | +98.08% | +107.63% | +84.43% | +25.31%  | +52.68% | 成長率 |
| 10月5日，C20台鐵美術館至C24愛河之心通車。 |          |          |          |          |          |          |          |          |         |          |         |          |         |        |
| 2023年 | 26,246   | 21,773   | 17,385   | 21,936   | 17,803   | 19,347   | 22,462   | 22,539   | 17,869  | 22,571   | 20,838  | 24,500   | 21,282  | 總計   |
| 成長率 | +148.99% | +8.89%   | +79.65%  | +168.65% | +226.97% | +212.74% | +83.05%  | +20.35%  | +44.42% | +2.96%   | +15.70% | +13.13%  | +55.07% | 成長率 |
| 4月27日，高雄市區399通勤月票方案推出；7月1日，南高屏999TPASS通勤月票推出。                                                                       |          |          |          |          |          |          |          |          |         |          |         |          |         |        |
| 2024年 | 40,623   | 57,054   | 30,427   | 29,527   | 29,212   | 31,232   | 29,179   | 32,548   | 30,939  | 28,601   | 33,182  | 41,028   | 34,321  | 總計   |
| 成長率 | +54.78%  | +162.04% | +75.02%  | +34.61%  | +64.09%  | +61.43%  | +29.90%  | +44.41%  | +73.15% | +26.72%  | +59.24% | +67.46%  | +61.71% | 成長率 |
| 1月1日，C24愛河之心至C32凱旋公園通車。2月10日，單日運量96,128人次，為單日最高運量紀錄。                                                          |          |          |          |          |          |          |          |          |         |          |         |          |         |        |
| 2025年 | 44,415   | 43,933   | 34,696   | 33,495   | 33,635   | 31,326   | 30,856   |          |         |          |         |          |         | 總計   |
| 成長率 | +9.33%   | -25.65%  | +14.03%  | +13.44%  | +15.14%  | +0.30%   | +5.75%   |          |         |          |         |          |         | 成長率 |
| 1月31日，單日運量94,403人次，為單日次高運量紀錄、正常收費期間單日最高運量紀錄。                                                                  |          |          |          |          |          |          |          |          |         |          |         |          |         |        |
| | 一月     | 二月     | 三月     | 四月     | 五月     | 六月     | 七月     | 八月     | 九月    | 十月     | 十一月  | 十二月   | 全年    |        |

- 上紅色部分為目前日均最高月份，上綠色為最低月份。
- 成長率為該月總運量減去去年同月總運量之值除以去年同月總運量。

### 跨年疏運紀錄
- 2018-2019年：45,748人次，營運區間C1~C14，營運延長至翌日01:30[參⁠ 108]。
- 2019-2020年：20,422人次，營運區間C1~C14，營運延長至翌日01:30[參⁠ 109]。
- 2020-2021年：19,004人次，營運區間C1~C14，營運延長至翌日02:00[參⁠ 110]。
- 2021-2022年：70,858人次，營運區間C32~C37~C1~C20，營運延長至翌日02:00[參⁠ 111]。
- 2022-2023年：53,400人次，營運區間C32~C37~C1~C24，營運延長至翌日01:30；C4、C5於當日17時起未開放上下車[參⁠ 112]。
- 2023-2024年：62,905人次，營運區間C32~C37~C1~C24，營運延長至翌日01:30；C4、C5於當日17時起未開放上下車[參⁠ 113]。
- 2024-2025年：59,954人次，全線通車後首次跨年，營運延長至翌日01:30；C4、C5於當日17時起未開放上下車[參⁠ 114][參⁠ 115]。

## 外部連結
- 高雄捷運公司 （页面存档备份，存于）（繁體中文）
- 高雄市政府捷運工程局 （页面存档备份，存于）（繁體中文）

- 高雄環狀輕軌捷運建設（第一階段）統包工程計畫網站
- 高雄環狀輕軌捷運建設（第二階段）統包工程計畫網站

- 高雄環狀輕軌第一階段影片 （页面存档备份，存于）
- 高雄環狀輕軌第二階段影片 （页面存档备份，存于）
- Google Maps版地圖
- 「打造亞洲新灣區-高雄輕軌引領城市新美學」研討會（內有最新站點規劃報告）
- 環狀輕軌捷運規劃路線效益與運量分析及考量機車減量等配套政策專案報告
- 行政院公共工程委員會 （页面存档备份，存于）